# Dubău
Dubău, in russo Dubovo (Дубoвo)  è un comune della Moldavia controllato dalla autoproclamata repubblica di Transnistria. È compreso nel Distretto di Dubăsari

## Località
Il comune è formato dall'insieme delle seguenti località:
- Dubău (Dubovo - Дубoвo)
- Goianul Nou (Novye Goiany - Новые Гояны)